# Йоан Белан
Йоан Белан (рум. Ioan Bălan; 11 лютого 1880, Теюш — 4 серпня 1959, Бухарест) — румунський греко-католицький єпископ єпархії Лугожа, церковний і громадсько-політичний діяч. Блаженний.

## Життєпис
Народився в місті Теюш 11 лютого 1880 року. Навчався в семінаріях Альба-Юлії та Бухареста. 7 липня 1903 року отримав ієрейські свячення в Блажі, а 1906 року захистив докторську дисертацію з богослов'я у Відні. Був ректором Богословської академії та каноніком у Блажі, де займався також редагуванням Східного Канонічного Права. 29 серпня 1936 року отримав призначення на єпископа єпархії Лугожа і 18 жовтня цього ж року був висвячений.
Був заарештований 29 жовтня 1948 року та ув'язнений в Сіґеті. В 1955 році його звільнили з в'язниці, але відправили на заслання, під час якого він підтримував вірних греко-католиків у збереженні вірності своїй Церкві та дбав про утримання церковної структури в підпіллі. В 1956 році його знову взяли під арешт і відправили до православного монастиря в Чіороґерла, де він провів три останні роки свого життя. Аж до самої смерті владика Йоан Белан зазнавав безперервного тиску з боку тих, які змушували його перейти до православ'я.
Помер 4 серпня 1959 року в Бухаресті.

## Беатифікаційний процес
19 березня 2019 року папа Франциск уповноважив Конгрегацію в справах святих оприлюднити декрет про визнання мученицької смерті греко-католицьких румунських єпископів Валеріу Траяна Френціу, Васіле Афтеніє, Йоана Сучіу, Тита Лівіу Кінезу, Йоана Белана, Александру Русу і Юліу Хоссу, «вбитих з ненависті до віри в різних місцевостях Румунії між 1950 і 1970 роками».
25 березня 2019 року було підтверджено, що папа Франциск беатифікує Белана та інших прелатів 2 червня під час Літургії на полі Свободи в Блажі.
Проголошений блаженним 2 червня 2019 року папою Франциском під час Святої Літургії в місті Блаж.